# Зелях, Элизар Вульфович
Элизар Вульфович Зелях (21 апреля 1904, Смоленка, Николаевский уезд, Самарская губерния — 3 февраля 1991 , Одесса) — советский учёный-электротехник, доктор технических наук (1952), профессор (1952), автор трёх монографий и обладатель 38 патентов.

## Биография
Родился в семье земского фельдшера из Слуцка Минской губернии Вульфа Мордуховича Зеляха (1854—1924) и Перл Самуиловны Розенблюм (1870—?). В 1908 году семья вернулась в Слуцк, где он поступил в гимназию, позже преобразованную в советскую трудовую школу. 
В 1922 году поступил в Петроградский электротехнический институт, по окончании которого в 1929 году был оставлен преподавателем на кафедре проводной связи. Диссертацию кандидата технических наук защитил в 1934 году, был утверждён доцентом кафедры проводной связи и позже назначен её заведующим (до 1943 года). В 1929—1941 годах занимался исследованиями по теории четырёхполюсника и разработке электрических фильтров с кварцевыми резонаторами, ввёл в производство кварцевые фильтры 12-канальной системы. Работа Э. В. Зеляха и Я. И. Великина «Исследование электрических фильтров, содержащих пьезокварцевые резонаторы» была удостоена премии на I-м Всесоюзном соревновании молодых учёных под эгидой Президиума АН СССР в 1938 году.
В годы Великой Отечественной войны находился в блокадном Ленинграде, откуда в 1942 году был вместе с институтом эвакуирован в Ессентуки, затем в Ташкент. С 1943 года заведовал кафедрой телефонии в эвакуированном в Тбилиси Ленинградском институте инженеров связи имени М. А. Бонч-Бруевича, позже также стал заместителем директора по научной работе этого института. 
По возвращении в Ленинград продолжил работать одновременно и в Электротехническом институте и заведующим кафедрой теории электрической связи Ленинградского института инженеров связи, а с 1946 года только в последнем (с 1952 года профессор). В 1945—1959 годах по совместительству — старший научный сотрудник в Ленинградском отделении научно-исследовательского института связи. Диссертацию доктора технических наук по теме «Общая теория многополюсника и четырёхполюсника» защитил в 1952 году.
В 1959 году был переведён на должность заведующего кафедрой теории электрической связи (впоследствии кафедра теории линейных электрических цепей) в Одесский электротехнический института связи и оставался в этой должности до 1978 года, затем до 1990 года — профессор этой кафедры.
Скончался 3 февраля 1991 года и похоронен в Одессе на Таировском кладбище.

## Научная деятельность
Основные научные труды посвящены теории линейных электрических цепей. Впервые ввёл в советскую электротехническую литературу матричный аппарат высшей алгебры (1931), что позволило ему разработать теорию регулярности соединений четырёхполюсников, решить задачи по теории перегиба четырёхполюсника и развить теорию автономного четырёхполюсника. Внёс большой вклад в теорию и расчёт электрических фильтров с пьезоэлектрическими резонаторами, что отражено в монографии «Пьезоэлектрические фильтры». Исследования в области общей теории линейных электрических цепей были обобщены в монографиях «Основы общей теории линейных электрических схем» и «Интеграл Фурье и его применение к решению некоторых задач импульсной техники». Выстроил теорию линейных электрических схем в виде самостоятельной дисциплины, занимался синтезом активных фильтров с распределёнными RC-структурами и с пьезоэлектрическими резонаторами.

Элизар Вульфович Зелях — один из крупнейших в нашей стране специалистов в области теории цепей. Многие его работы имеют основополагающее значение и нашли широкое применение при решении важных практических задач современной техники связи и радиоэлектроники. Значение этих работ, отличающихся высокой строгостью и общностью, особенно возросло в последние десятилетия в связи с широким применением транзисторов, туннельных диодов, операционных усилителей и других современных элементов активных схем. Анализ таких схем требует универсальных методов, многие из которых предложены Э. В. Зеляхом.— Б. Кутасин, журнал «Электросвязь», № 5, 1974, стр. 79.

## Публикации
- Э. В. Зелях. Основы общей теории линейных электрических схем. М.: Издательство Академии наук СССР, 1951. — 336 с.
- Э. В. Зелях, А. Р. Лившиц. Интеграл Фурье и его применение к решению некоторых задач импульсной техники. Л.: ЛКВВИА, 1951. — 140 с.
- Я. И. Великин, З. Я. Гельмонт, Э. В. Зелях. Пьезоэлектрические фильтры. М.: Связь, 1966. — 396 с.
- П. Н. Ганский, Э. В. Зелях, С. Л. Фридман. Краткий сборник задач по курсу «Линейные электрические цепи». Одесса: ОЭИС, 1974. — 34 с.
- Я. И. Великин, Э. В. Зелях, А. И. Иванова. Магнитострикционные фильтры. М.: Связь, 1976. — 80 с.
- Э. В. Зелях. Двухполюсники и четырёхполюсники. Одесса: Одесский электротехнический институт связи, 1976. — 128 с.
- Э. В. Зелях. Теория линейных электрических цепей. Одесса: ОЭИС, 1978.
- Э. В. Зелях, А. Л. Фельдштейн, Л. Р. Явич, В. С. Брилон. Миниатюрные устройства УВЧ и ОВЧ диапазонов на отрезках линий. М.: Радио и связь, 1989. — 110 с.

### Патенты
- Зелях Э. В. «Способ определения усиления телефонных усилителей». Авторское свидетельство на изобретение, No. 27953, Комитет по изобретательству при СТО (Совет труда и обороны). 31 Октября 1932. Заявка от 6 Декабря 1931 No. 98988.
- Зелях Э. В. «Громкоговоритель». Авторское свидетельство на изобретение, No. 28243, Комитет по изобретательству при СТО (Совет труда и обороны). 30 Ноября 1932. Заявка от 11 Декабря 1931 No. 99269.
- Зелях Э. В. «Устройстко для двукратного телефонирования». Авторское свидетельство на изобретение, No. 30316, Комитет по изобретательству при СТО (Совет труда и обороны). 31 Мая 1933. Заявка от 6 Декабря 1932 No. 98989.
- Зелях Э. В. «Устройство для многократной и секретной телефонии». Авторское свидетельство на изобретение, No. 30732, Комитет по изобретательству при СТО (Совет труда и обороны). 30 Июня 1933. Заявка от 30 Марта 1932 No. 106344.
- Зелях Э. В. «Способ восстановления в приемнике частот, отфильтрованных при телефонировании в передатчике». Авторское свидетельство на изобретение, No. 41033, Комитет по изобретательству при СТО (Совет труда и обороны). 31 Января 1935. Заявка от 4 Апреля 1934 No. 145193.
- Зелях Э. В. «Устройство для измерения электрических сопротивлений на звуковой и высокой частотах». Авторское свидетельство на изобретение, No. 42208, Комитет по изобретательству при СТО (Совет труда и обороны). 31 Марта 1935. Заявка от 4 Апреля 1934 No. 145192.
- Зелях Э. В. «На способ измерения сдвига фаз между двумя напряжениями». Авторское свидетельство на изобретение, No. 47363, Комитет по изобретательству при СТО (Совет труда и обороны). 30 Июня 1936. Заявка от 25 Ноября 1935 No. 180938.
- Зелях Э. В. «Электрический фильтр». Авторское свидетельство на изобретение, No. 47757, Комитет по изобретательству при СТО (Совет труда и обороны). 31 Июля 1936. Заявка от 31 Октября 1935 No. 179356.
- Зелях Э. В., Цимбалистый М. Г. «Электрический фильтр». Авторское свидетельство на изобретение, No. 48900, Комитет по изобретательству при СТО (Совет труда и обороны). 31 Августа 1936. Заявка от 11 Февраля 1935 No. 162854.
- Зелях Э. В. «Устройство для управления усилением усилителей». Авторское свидетельство на изобретение, No. 53491. Народный комиссариат оборонной промышленности Союза ССР. 27 Октября 1939. Заявка от 11 Января 1937 No. 747.
- Зелях Э. В. «Модулятор с мостиком из выпрямителей». Авторское свидетельство на изобретение, No. 56384. Народный комиссариат связи Союза ССР. 2 Января 1940. Заявка от 5 Января 1939 No. 1236.
- Зелях Э. В. «Модулятор двойного балансного типа». Авторское свидетельство на изобретение, No. 56379. Народный комиссариат связи Союза ССР. 8 Янрваря 1940. Заявка от 3 Марта 1938 No. 761.
- Великин Я. И., Зелях Э. В. «Способ температурной стабилизации характеристики рабочего затухания кварцевых дифференциальных фильтров». Авторское свидетельство на изобретение No. 64371. Министерство промышленности средств связи СССР. 28 Февраля 1945. Заявка от 25 Октября 1940 No. 37249 (303373).
- Зелях Э. В., Великин Я. И. «Электрический фильтр». Авторское свидетельство No. 89936. Государственный комитет Совета Министров СССР по внедрению передовой техники в народное хозяйство, патентный отдел. 31 Октября 1950. По заявке No. 414214 от 15 Марта 1950.
- Зелях Э. В., Великин Я. И., Бронникова Е. Г. «Способ контроля величины эквивалентной индуктивности пьезоэлектрического резонатора». Авторское свидетельство No. 94151. Министерство промышленности средств связи СССР. 26 Августа 1952. По заявке No. 443496/A180 от 17 Февраля 1951.
- Зелях Э. В., Великин Я. И. «Пьезоэлектрический резонатор для низких частот». Авторское свидетельство No. 97929. Министерство Радиотехнической Промышленности СССР. 10 Мая 1954. По заявке No. A-2149/447492 от 30 Марта 1953.
- Зелях Э. В., Великин Я. И. «Дифференциальное устройство для устранения связи между двумя электрическими цепями». Авторское свидетельство No. 99077. Министерство Связи Союза ССР. 14 Октября 1954. По заявке No. 20257/448471 от 3 Декабря 1953.
- Зелях Э. В. «Устройство для компенсации затухания и сдвига фаз четырёхполюсника». Авторское свидетельство No. 99907. Министерство Связи Союза ССР. 10 Февраля 1955. По заявке No. 20269/449220 от 12 Января 1954.
- Зелях Э. В. «Устройство для модуляции и демодуляции электрических колебаний». Авторское свидетельство No. 100181. Министерство Связи Союза ССР. 26 Марта 1955. По заявке 20260/449469 от 18 Декабря 1953.
- Зелях Э. В., Великин Я. И. «Фильтр». Авторское свидетельство No. 100183. Министерство Связи Союза ССР. 26 Марта 1955. По заявке 20252/449471 от 3 Декабря 1953.
- Зелях Э. В., Великин Я. И. «Пьезоэлектрический резонатор». Авторское свидетельство No. 101593. Министерство Радиотехнической Промышленности СССР. 17 Октября 1955. По заявке No. A-179/414264 от 15 Марта 1950.
- Зелях Э. В., Гельмонт З. Я., Великин Я. И. «Заграждающий электрический фильтр». Авторское свидетельство No. 102860. Министерство Связи Союза ССР. 31 Марта 1956. По заявке No. 20578/451954 от 30 Июля 1955.
- Зелях Э. В., Великин Я. И. «Заграждающий электрический фильтр». Авторское свидетельство No. 102983. Министерство Связи Союза ССР. 19 Апреля 1956. По заявке No. 20502/452064 от 16 Апреля 1955.
- Зелях Э. В., Великин Я. И. «Пьезоэлектрический резонатор». Авторское свидетельство No. 105385. Комитет по делам изобретений и открытий при Совете Министров СССР. 22 Февраля 1957. По заявке No. 20410/454250 от 22 Ноября 1954.
- Зелях Э. В., Великин Я. И. «Электрический заграждающий фильтр». Авторское свидетельство No. 111238. Комитет по делам изобретений и открытий при Совете Министров СССР. 20 Декабря 1957. По заявке No. 567361 от 21 февраля 1957.
- Зелях Э. В., Житомирский В. И. «Устройство для преобразования электрических сигналов». Авторское свидетельство No. 118864. Комитет по делам изобретений и открытий при Совете Министров СССР. 7 Февраля 1959. По заявке No. 585722 от 24 Октября 1957.
- Зелях Э. В., Житомирский В. И. «Устройство для преобразования электрических сигналов». Авторское свидетельство No. 120172. Комитет по делам изобретений и открытий при Совете Министров СССР. 17 Марта 1959. По заявке No. 585721 от 24 Октября 1957.
- Великин Я. И., Иванова А. И., Зелях Э. В. «Разработка узкополосного кварцевого фильтра для измерителя нелинейных искажений в групповой части тракта аппаратуры К-24». Удостоверение о регистрации No. 11117. Комитет по делам изобретений и открытий при Совете Министров СССР. 12 Ноября 1958.
- Великин Я. И., Зелях Э. В., Гельмонт З. Я., Боровинская Д. А., Иванова А. И. «Разработка кварцевых фильтров для выделения телефонных каналов в многоканальных системах связи В-12-2 и К-24». Удостоверение о регистрации No. 11118. Комитет по делам изобретений и открытий при Совете Министров СССР. 12 Ноября 1958.
- Зелях Э. В. «Малогабаритный пьезоэлектрический фильтр». Удостоверение на рационализаторское предложение No. 292 принятое предприятием п/я 667. 3 Сентября 1958.
- Великин Я. И., Зелях Э. В., Гельмонт З. Я., Иванова А. И., Расторгуева В. Н. «Кварцевые полосовые фильтры контрольных частот для аппаратуры уплотнения коаксиального кабеля К-1920». Удостоверение о регистрации No. 39370. Комитет по делам изобретений и открытий при Совете Министров СССР. 30 Сентября 1963.
- Великин Я. И., Зелях Э. В., Пирогов Н. В., Яценко Г. Д. «Кварцевые заграждающие фильтры для коаксиальной системы К-1920». Удостоверение о регистрации No. 39373. Комитет по делам изобретений и открытий при Совете Министров СССР. 30 Сентября 1963.
- Зелях Э. В., Великин Я. И., Гельмонт З. Я., Иванова А. И. «Фильтр верхних частот». Авторское свидетельство No. 213991. Комитет по делам изобретений и открытий при Совете Министров СССР. 4 Января 1968. По заявке No. 1115350 от 2 Декабрая 1966.
- Зелях Э. В., Великин Я. И. «Электрический заграждающий фильтр». Авторское свидетельство No. 315272. Комитет по делам изобретений и открытий при Совете Министров СССР. 23 Июня 1971. По заявке No. 1398261 от 20 Января 1970.
- Зелях Э. В., Михайлов В. И., Соколов В. Ф. «Активный полосовой пьезоэлектрический фильтр». Авторское свидетельство No. 559368. Государственный комитет Совета Министров СССР по делам изобретений и открытий. 28 Января 1977. По заявке No. 2114616 от 19 Марта 1975.
- Зелях Э. В., Иваницкий А. М., Михайлов В. И., Новиков А. А. «Активный полосовой пьезоэлектрический фильтр». Авторское свидетельство No. 604133. Государственный комитет Совета Министров СССР по делам изобретений и открытий. 23 Декабря 1977. По заявке No. 2149568 от 27 Июня 1975.
- Зелях Э. В. «Способ двукратного телефонирования». Авторское свидетельство No. 420132. Государственный комитет Совета Министров СССР по делам изобретений и открытий. 20 Ноября 1973. По заявке No. 1451392 от 18 Июня 1970.
- Зелях Э. В., Новиков А. А. «Активный полосовой пьезоэлектрический фильтр». Авторское свидетельство No. 745334. Государственный комитет СССР по делам изобретений и открытий. 7 Марта 1980. Заявка No. 2587132 от 1 Марта 1978.
- Зелях Э. В., Шерепа И. В. «Активный полосовой фильтр». Авторское свидетельство No. 997229. Государственный комитет СССР по делам изобретений и открытий. 14 Октября 1982. Заявка No. 3323571 от 17 Июля 1981.
- Зелях Э. В., Шерепа И. В. «Двухзвенный активный полосовой фильтр». Авторское свидетельство No. 997230. Государственный комитет СССР по делам изобретений и открытий. 14 Октября 1982. Заявка No. 3323572 от 17 Июля 1981.
- Зелях Э. В., Шерепа И. В. «Активный фильтр». Авторское свидетельство No. 1058029. Государственный комитет СССР по делам изобретений и открытий. 1 Августа 1983. Заявка No. 3309028 от 1 Июля 1981.